# Răzbunarea sufleurului
Răzbunarea sufleurului este o piesă de teatru în trei acte de Victor Ion Popa. Premiera a avut loc la 11 martie 1937 la Teatrul Național din Iași, în regia lui George Mihail Zamfirescu, cu Cezar Rovințescu, Margareta Baciu, Gică Popovici, Ștefan Dăncinescu.

## Personaje
- Nenea Costică, sufleurul teatrului, 60 de ani
- Fetița, 18-20 de ani
- Băiatul, 21 de ani
- Directorul, 50 de ani
- Amorezul, 35 de ani
- Coana Mica (dar nu pare de...) 60 de ani
- Regizorul, 40 de ani
- Autorul, 35 de ani
- Soția lui, 30 de ani
- Criticul, 30 de ani
- Nenea Iorgu, 50-60 de ani
- Directorul de scenă
- Pompierul I
- Pompierul III
- Câțiva lucrători de scenă
- Figurație

## Vezi și
- Sufleur